# Fulakora

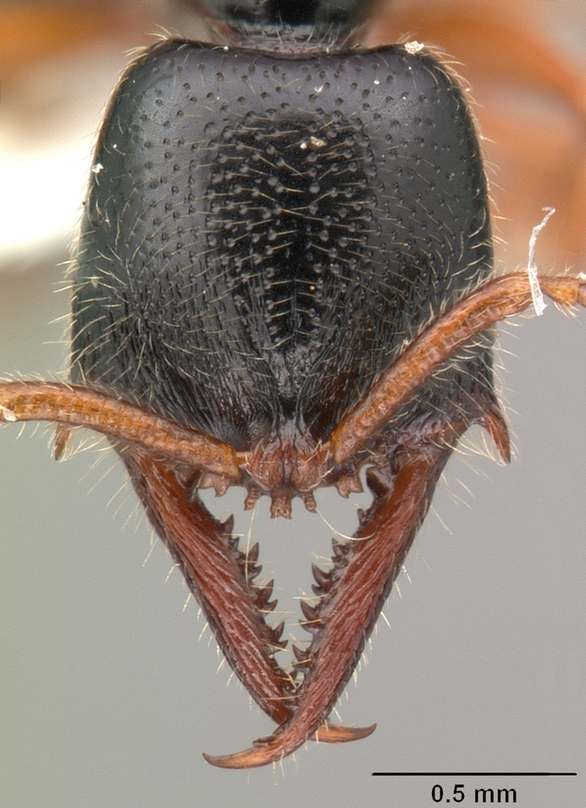
Голова Fulakora agostii

Fulakora (лат.) — род примитивных муравьёв (Formicidae) из подсемейства Amblyoponinae, ранее включавшийся в состав рода Stigmatomma. Известно около 25 видов.

## Распространение
Неотропика и Австралазия.

## Описание
Мелкие земляные муравьи (длина менее 5 мм) с длинными узкими мандибулами и хорошо развитым жалом. Fulakora можно отличить от Stigmatomma следующим образом. У рабочих Stigmatomma Нового Света (Stigmatomma pallipes и родственных) лобные доли и антеннальные впадины широко разделены широко округлым или треугольным участком наличника, а зубцы вдоль средней длины мандибул сросшиеся у основания. Напротив, у рабочих Fulakora из Нового Света лобные доли обычно слиты или разделены очень узким расширением наличника. Если лобные доли широко разделены (например, у Fulakora mystriops), то на внутренней поверхности мандибулы имеется два отдельных ряда зубов. У австралийских Fulakora лобные доли слиты, передний субпетиолярный отросток (киль) имеет отчётливую фенестру, а мезонотум обычно отделён от проподеума метанотальной бороздкой. У австралийских Stigmatomma субпетиолярный отросток не имеет фенестры, а мезонотум не отделён от проподеума метанотальной бороздкой. Мезосома уже головы. Ноги короткие. Передний край клипеуса зубцевидный; петиоль очень широко прикреплён к 3-му абдоминальному сегменту и без отчётливой задней поверхности; постпетиоль отсутствует. Базальная группа муравьёв, специализированные охотники на разные группы членистоногих, например, на многоножек.
Диплоидный набор хромосом: 2n=18 (F. cleae) и 2n=24 (F. elongata и F. estevae; 16 метацентриков + 8 субметацентриков).

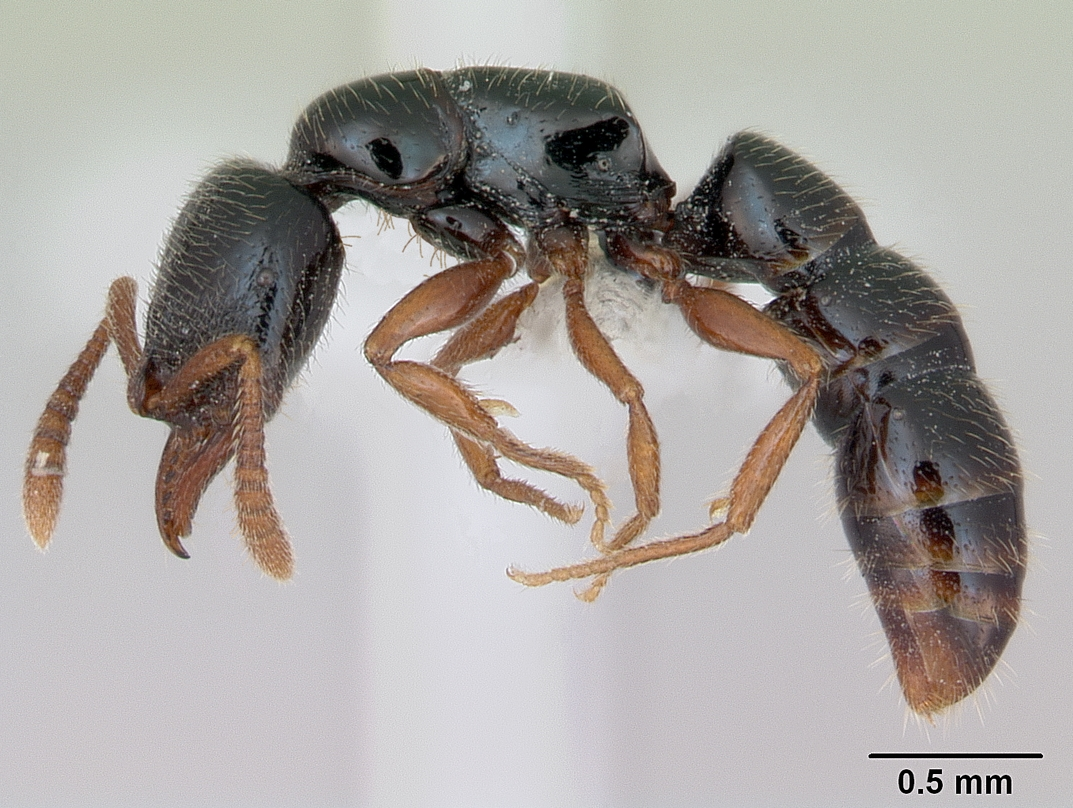
Fulakora armigera
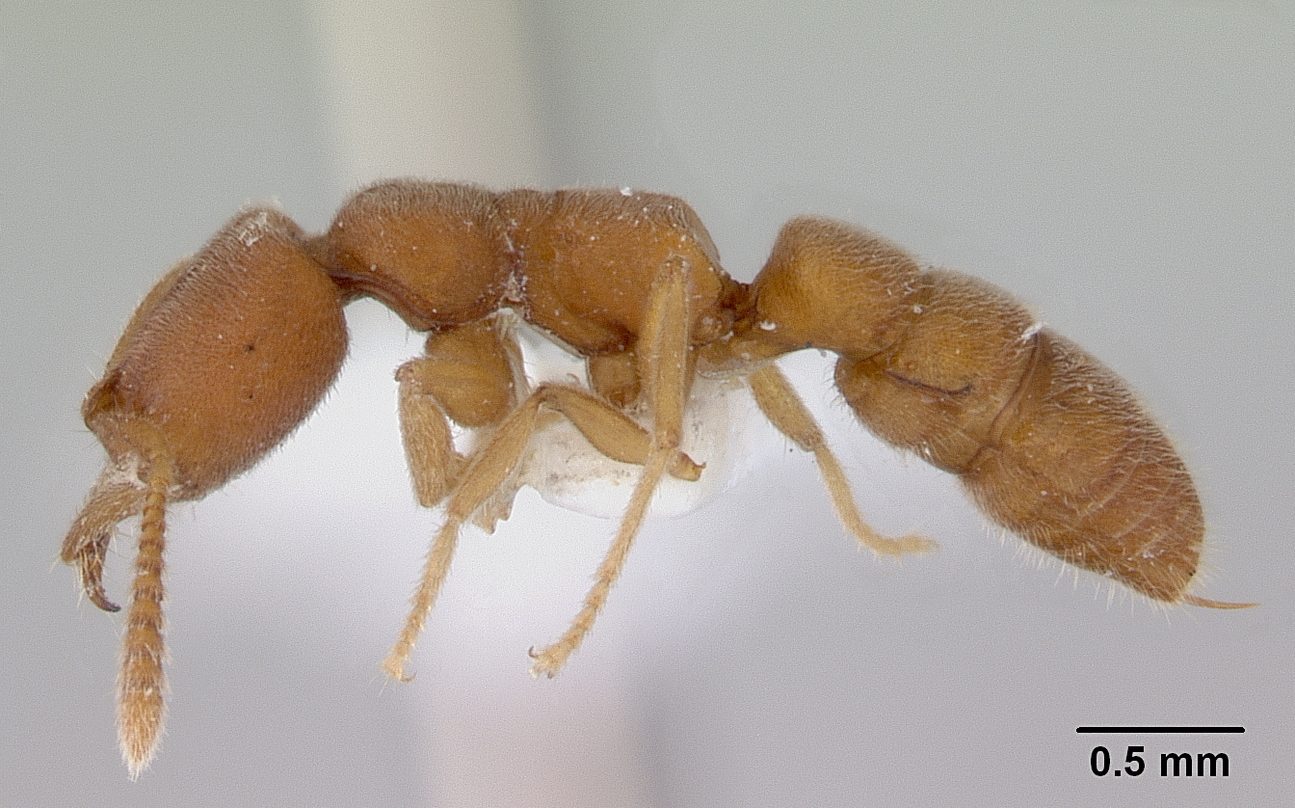
Fulakora celata
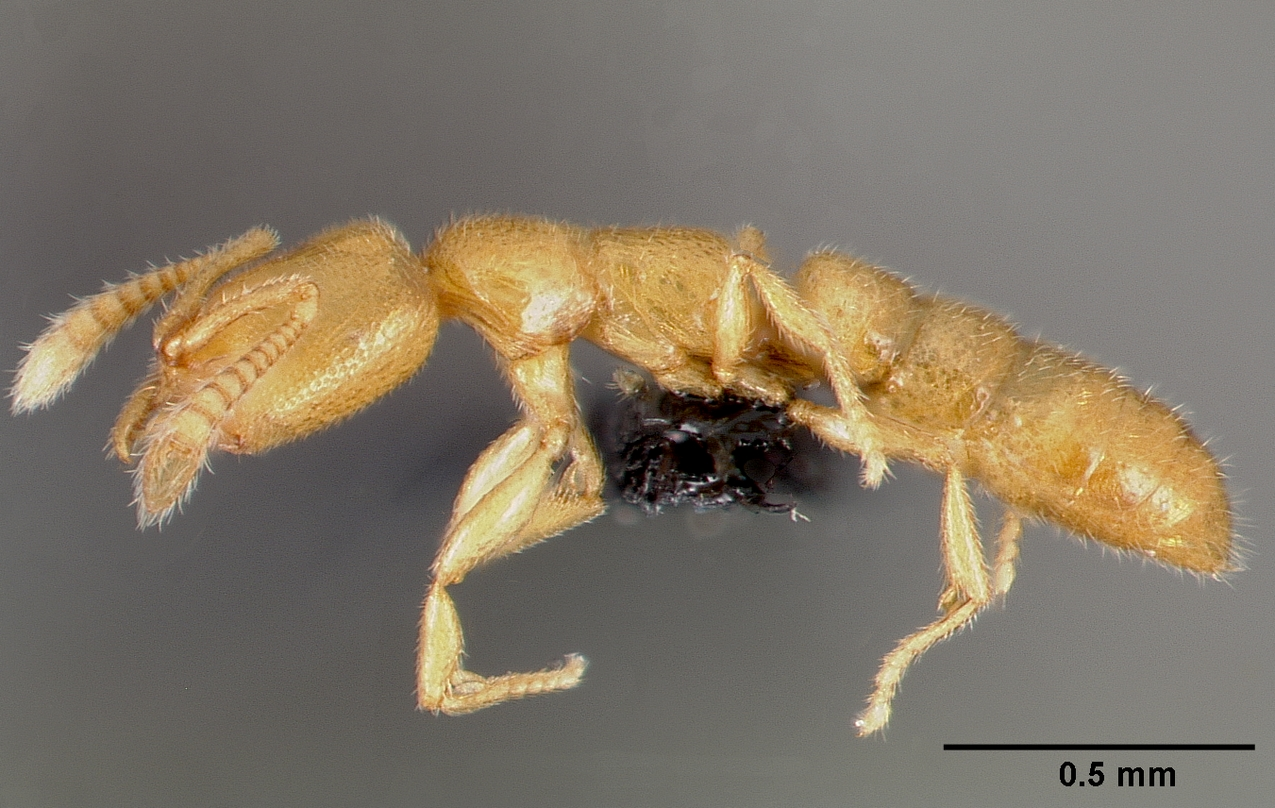
Fulakora orizabana
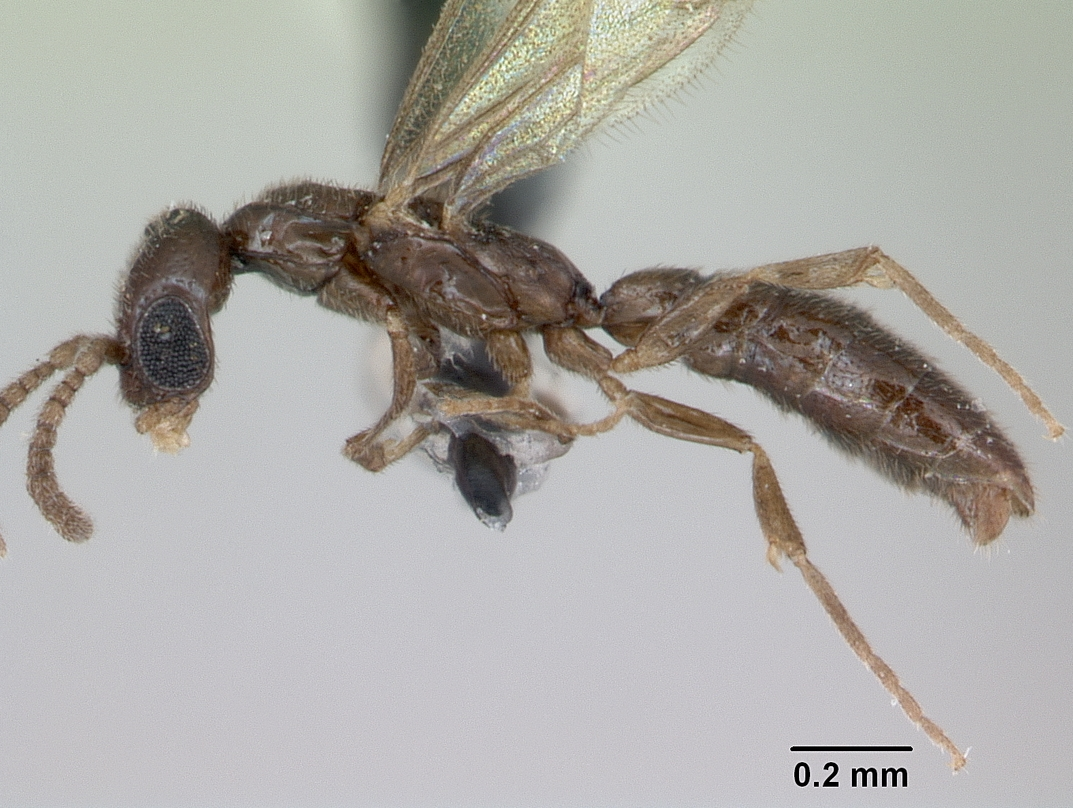
Fulakora minima, самец
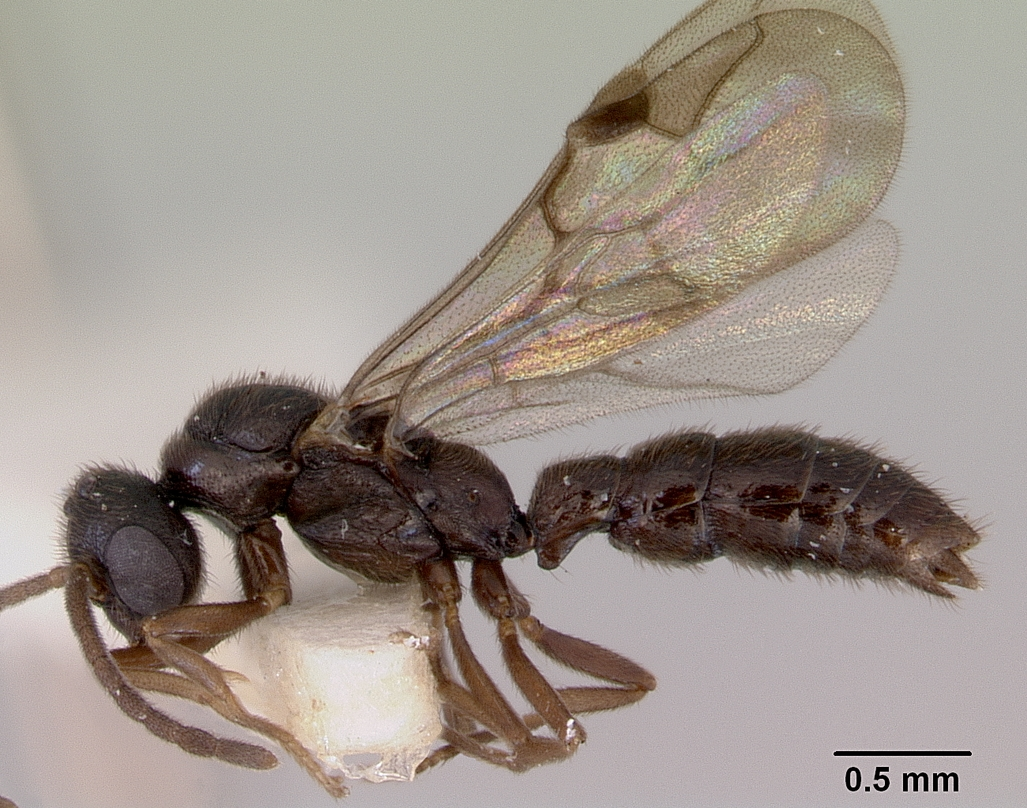
Fulakora lucida, самец
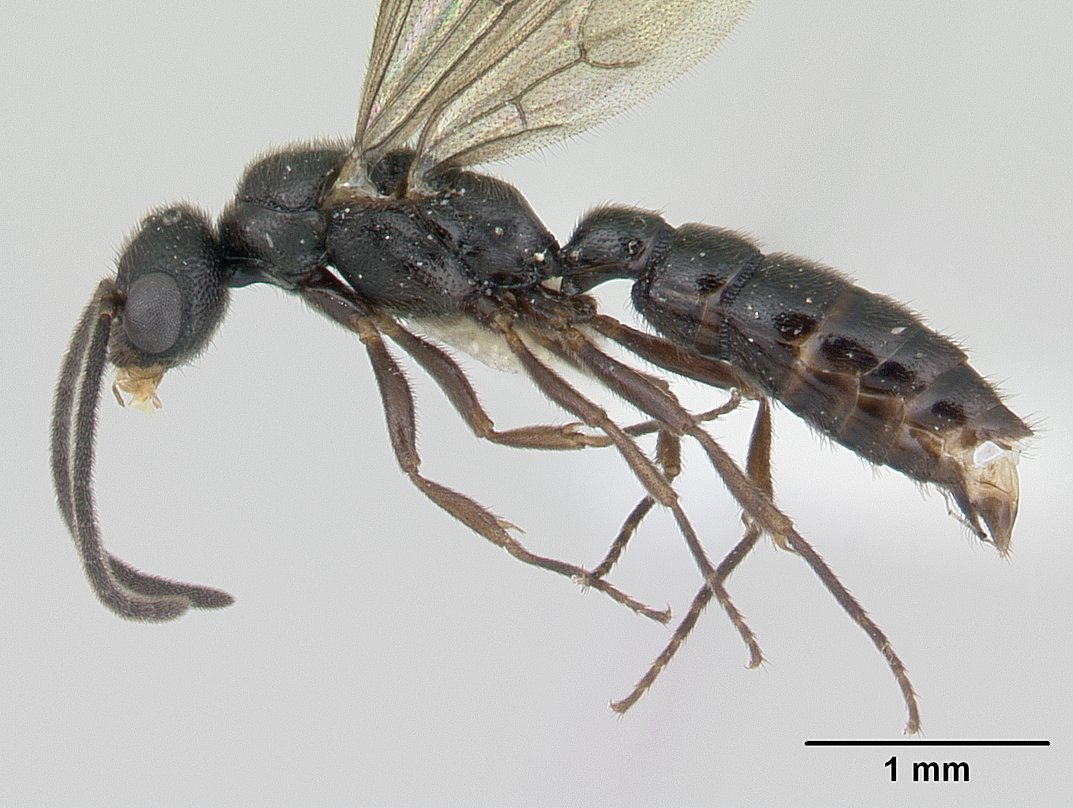
Fulakora saundersi, самец
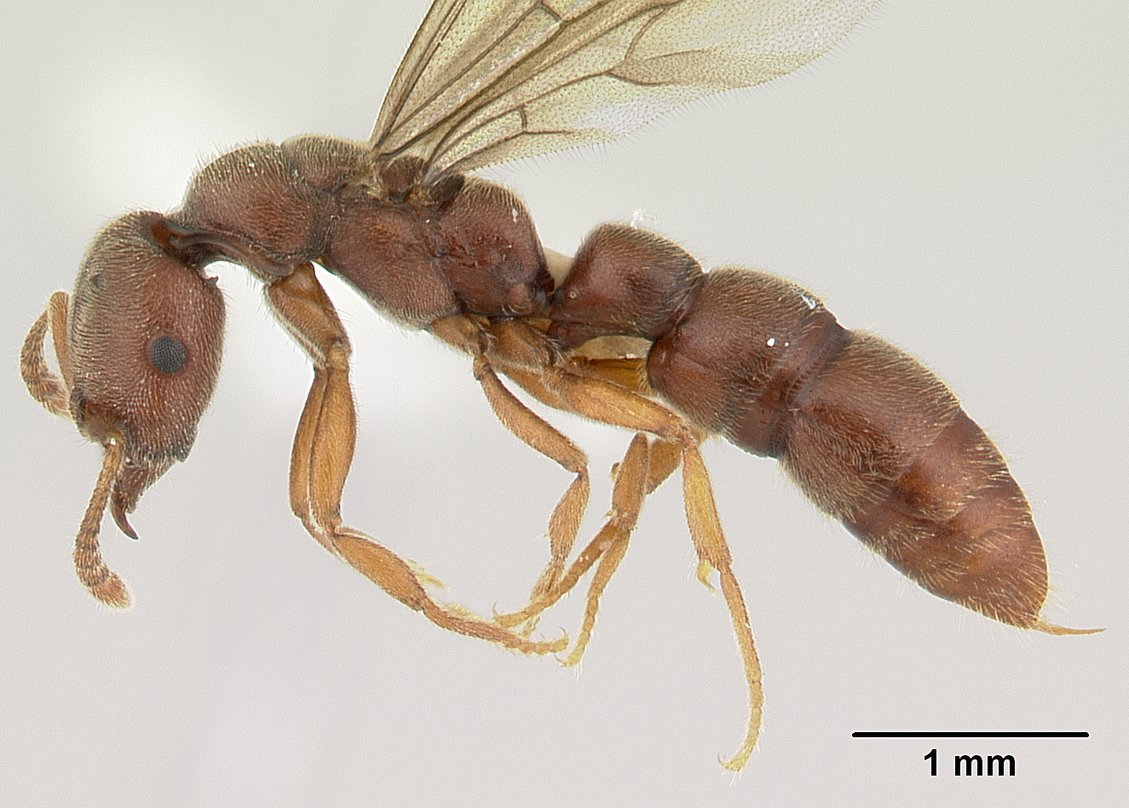
Крылатая самка Fulakora saundersi

## Систематика и этимология
Известно около 25 видов. Впервые род был выделен в 1919 году американским энтомологом William M. Mann (1886—1960) в качестве подрода в составе рода Stigmatomma по типовому виду Fulakora celata, найденному в местечке Fulakora на острове Исабель из состава Соломоновых островов. В оригинальное статье нет объяснения этимологии рода, но предположительно оно связано с указанной типовой местностью. Затем род включали в подсемейство Понерины и в состав рода Amblyopone (как синоним). В 2016 году был восстановлен из синонимии с Stigmatomma. В 2016 году указан в качестве старшего синонима к родам Ericapelta Kusnezov, 1955 и Paraprionopelta Kusnezov, 1955 (Ward and Fisher, 2016).
- Fulakora agostii (Lacau & Delabie, 2002)[3]
- Fulakora armigera (Mayr, 1887)
- Fulakora bierigi (Santschi, 1930)
- Fulakora celata (Mann, 1919)
- Fulakora chilensis (Mayr, 1887)
- Fulakora cleae (Lacau & Delabie, 2002)[3]
- Fulakora degenerata (Borgmeier, 1957)
- Fulakora egregia (Kusnezov, 1955) = Ericapelta egregia[6]
- Fulakora elongata (Santschi, 1912)
- Fulakora estevae Jacintho et Chaul, 2025[2]
- Fulakora exigua (Clark, 1928)[7]
- Fulakora falcata (Lattke, 1991)[8]
- Fulakora gnoma (Taylor, 1979)[9]
- Fulakora gracilis (Clark, 1934)[10]
- Fulakora heraldoi (Lacau & Delabie, 2002)[3]
- Fulakora lucida (Clark, 1934)[11]
- Fulakora lurilabes (Lattke, 1991)[8]
- Fulakora minima (Kusnezov, 1955) = Paraprionopelta minima[6]
- Fulakora monrosi (Brown, 1960)
- Fulakora mystriops (Brown, 1960)
- Fulakora orizabana (Brown, 1960)
- Fulakora papuana (Taylor, 1979)[9]
- Fulakora punctulata (Clark, 1934)[11]
- Fulakora saundersi (Forel, 1892)
- Fulakora smithi (Brown, 1960)
- Fulakora wilsoni (Clark, 1928)[7]